# Elecciones generales de Tanzania de 1975
Las elecciones generales de Tanzania de 1975 se llevaron el 26 de octubre del mismo año. Tanzania se conformó como un Estado unipartidista, donde dos agrupaciones políticas en alianza: Unión Nacional Africana de Tanganica (TANU) y Partido Afro-Shiraz (ASP), dominan la política nacional ocupando la Presidencia y la Asamblea Nacional del país desde su independencia. El líder del oficialismo, Julius Nyerere, es el mandatario desde 1965, cuando se instauró el régimen revolucionario. 

## Antecedentes

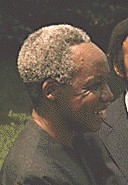
Presidente Julius Nyerere, desde la independencia de Tanganica (1965).

El país era un Estado unipartidista, donde la alianza de dos partidos que apoyan al gobierno es la única colectividad política legal. Toda las demás agrupaciones políticas se encontraban ilegalizadas, por lo que no existía oposición. La Unión Nacional Africana de Tanganica (TANU) y el Partido Afro-Shirazi (ASP), controlan el poder político, militar y económico de Tanzania. El Partido Afro-Shirazi fue el único partido en la región de Zanzíbar.
Estas elecciones tuvieron varias características especiales. En primer lugar, el partido emitió un manifiesto electoral que iba a guiar las campañas de cada uno de los dos candidatos a la Asamblea Nacional y sólo podían centrarse en las cuestiones planteadas en el manifiesto. 
Este mismo enfoque también apareció en las tres elecciones generales siguientes. En segundo lugar, se introdujeron asientos nacionales basadas en las 20 regiones. Estos diputados debían provenir de los regiones y eran elegidos por los diputados de circunscripción de una lista presentada por los órganos regionales del partido.

## Resultados electorales

### Presidenciales
|  | 93,25 % |

|  | 6,75 % |

|  | 98,2 % |

|  | 1,8 % |

|  | 100,0 % |

|  | 81,7 % |

### Asamblea Nacional
|  | 100,00 % |

|  | 98,2 % |

|  | 1,8 % |

|  | 100,00 % |

|  | 81,7 % |